# Cantonul Grignols
Cantonul Grignols este un canton din arondismentul Langon, departamentul Gironde, regiunea Aquitania, Franța.

## Comune
- Cauvignac
- Cours-les-Bains
- Grignols (reședință)
- Labescau
- Lavazan
- Lerm-et-Musset
- Marions
- Masseilles
- Sendets
- Sillas